# Peñarroya-Pueblonuevo
Peñarroya-Pueblonuevo è un comune spagnolo situato nella provincia di Cordova, comunità autonoma dell'Andalusia. È la sede della comarca Valle del Guadiato.

## Storia
Il primo riferimento al nome del villaggio di Peñarroya risale al 1272, durante il regno di Alfonso X di Castiglia. Ha le sue origini in una hacienda, convertita in seguito in un borgo medievale conosciuto come "Peña Roja" (circolo rosso), da cui deriva il nome attuale.
L'attività mineraria aveva una certa tradizione in questa zona e raggiunse il suo apice nel XIX secolo. Verso la fine del secolo venne fondata, con capitale francese, la “Sociedad Minera y Metalúrgica de Peñarroya” (SMMP), la cui attività avrebbe assunto grande importanza.
Questo boom nell'attività mineraria e industriale, che richiedeva un gran numero di lavoratori, fu accompagnato da una forte crescita demografica. Anche il traffico ferroviario venne notevolmente ampliato e la costruzione di numerose linee migliorò i collegamenti di trasporto nella zona. Il comune ed il nome attuale sono il risultato della fusione, nel 1927 di due comuni: Peñarroya e Pueblonuevo del Terrible, i cui nuclei erano adiacenti.
Nella seconda metà del XX secolo si verificò un declino inarrestabile delle attività minerarie e industriali nella zona. Di conseguenza, Peñarroya-Pueblonuevo perse popolazione e importanza.